# 워너 브라더스 재팬
워너 브라더스 재팬(일본어: ワーナー ブラザース ジャパン合同会社, Warner Bros. Japan LLC)는 영화의 수입 및 배급을 주 사업으로 하는 일본의 영화 배급사이자 워너 브라더스 산하 기업이다. 본사는 도쿄도 지요다구 유라쿠초 1-12에 있다.